# Holemaruru, Sorab
Holemaruru là một làng thuộc tehsil Sorab, huyện Shimoga, bang Karnataka, Ấn Độ.